# Mainit
Mainit (Filipino: Bayan ng Mainit) ist eine philippinische Stadtgemeinde in der Provinz Surigao del Norte, Verwaltungsregion XIII, Caraga. Sie hat 26.741 Einwohner (Zensus 1. August 2015), die in 21 Barangays lebten. Sie wird als Gemeinde der vierten Einkommensklasse auf den Philippinen und als teilweise urbanisiert eingestuft.
Mainit liegt am Ufer des Mainit-Sees, ca. 46 km südlich von Surigao City entfernt und ist über den Marhalika Highway erreichbar. Ihre Nachbargemeinden sind Placer, Tubod im Osten, Alegria im Südosten, Malimono im Westen.

## Baranggays
| - Binga - Bobona-on - Cantugas - Dayano - Mabini - Magpayang - Magsaysay - Mansayao - Marayag - Matin-ao - Paco | - Quezon - Roxas - San Francisco - San Isidro - San Jose - Siana - Silop - Tagbuyawan - Tapi-an - Tolingon |

## Weblink
- Informationen der Philippine Statistics Authority über Mainit